# Cambeva castroi
Cambeva castroi es una especie de peces de la familia Trichomycteridae en el orden de los Siluriformes.

## Morfología
• Los machos pueden llegar alcanzar los 14,8 cm de longitud total.

## Distribución geográfica
Se encuentra en la cuenca del río Iguazú en Brasil.